# Maya DiRado
Madeline Jane "Maya" DiRado (San Francisco, Kalifornia, 1993. április 5. –) amerikai úszónő, hát- és vegyesúszó. A 2016-os riói olimpián 200 méter háton az első (és bejelentett visszavonulása miatt egyetlen) egyéni aranyérmét szerezte. 4 × 200 méteres női gyorsváltóban aranyérmes. 400 vegyesen ezüstérmes, 200 vegyesen bronzérmes.

## Fordítás
- Ez a szócikk részben vagy egészben  a   Maya DiRado című angol Wikipédia-szócikk fordításán alapul.  Az eredeti cikk szerkesztőit annak laptörténete sorolja fel. Ez a jelzés csupán a megfogalmazás eredetét és a szerzői jogokat jelzi, nem szolgál a cikkben szereplő információk forrásmegjelöléseként.